# Obriini
Obriini (лат.) — триба усачей подсемейства настоящих усачей.

## Описание
Голова относительно короткая. Глаза крупные. Переднеспинка с боков выпуклая или бугристая. Передние тазики конусообразные, почти соприкасающиеся.

## Классификация
Представители трибы встречаются во всех биогеографических областях. Она включает 43 рода. В составе трибы:
- Agnitosternum Jordan, 1894
- Anatolobrium Adlbauer, 2004
- Anisogaster Deyrolle, 1862
- Bolivarita Escalera, 1914
- Calobrium Fairmaire, 1903
- Capezoum Adlbauer, 2003
- Capobrium Adlbauer, 2006
- Chinobrium Gressitt, 1937
- Cleistimum Thomson, 1878
- Comusia Thomson, 1864
- Conobrium Aurivillius, 1927
- Duffyoemida Martins, 1977
- Falsobrium Pic, 1926
- Hypomares Thomson, 1864
- Ibidiomimus Pic, 1922
- Ibidionidum Gahan, 1894
- Idobrium Kolbe, 1902
- Iphra Pascoe, 1869
- Iranobrium Villiers, 1967
- Longipalpus Montrouzier, 1861
- Mythozoum Thomson, 1878
- Obrioclytus Adlbauer, 2000
- Obrium Dejean, 1821
- Oculobrium Adlbauer, 2004
- Oemida Gahan, 1904
- Ossibia Pascoe, 1867
- Oxilus Buquet, 1856
- Pseudiphra Gressitt, 1935
- Pseudobrium Pic, 1928
- Spathuliger Vinson, 1961
- Spiniphra Hayashi, 1961
- Stenhomalus White, 1855
- Synobrium Kolbe, 1893
- Tillomimus Dillon & Dillon 1952
- Transvaalobrium Adlbauer, 2001
- Uenobrium Niisato, 2006
- Yemenobrium Adlbauer, 2005
- Zimbaobrium Adlbauer, 2000

## Палеонтология
В ископаемом состоянии известен один вид Stenhomalus hoffeinsorum из балтийского янтаря.